# L'Antiga
L'Antiga és una masia de les Preses (Garrotxa) inclosa a l'Inventari del Patrimoni Arquitectònic de Catalunya.

## Descripció
Es tracta d'una casa situada al peu de la serra del Corb. És un edifici civil amb teulada a dues vessants. El material emprat és d'origen volcànic i pobre. Està orientada a sud.
Està formada per diferents cossos, el més antic el de la part de baix. L'any 1881 s'apujà un sostre.
La planta baixa està destinada a corts. Tot i que trobem forces obertures no hi ha cap element arquitectònic remarcable.

## Història
La primera documentació data del 4 de juliol de 1560, quan es fa públic l'arrendament de Bartomeu de Montagut a l'honorable Esteve de Collferrer de la Torre dels Masó i totes les seves pertinences.
Això es realitzà a la plaça de Les Preses, i entre d'altres, hi assistí com a testimoni "Antiga, pubilla de dit mas".